# Сражение при Агуаскальентесе (1915)
Сражение при Агуаскальентесе (исп. Aguascalientes) — последнее из трех сражений в долине Бахио, в результате которого армия конституционалистов Альваро Обрегона 10 июля 1915 года нанесла окончательное поражение Северной дивизии Панчо Вильи.
После разгрома у Тринидада и Леона Северная дивизия Панчо Вильи сосредоточилась в Агуаскальентесе. Вилья решил остановить Обрегона под этим городом. Чтобы ослабить своего противника, он отправил в его глубокий тыл сильную кавалерийская колонну под командованием Родольфо Фьерро. Колонна Фьерро провела важные отвлекающие маневры, перерезала пути сообщения, разобрав несколько десятков километров железнодорожных путей, дезорганизовала арьергарды каррансистов и дошла почти до Мехико. Фьерро соединился с Сапатой и захватил стратегически важный город Пачуко. 
Однако, несмотря на диверсию Фьерро и нехватку боеприпасов, Обрегон решил уничтожить главного противника и двинулся на Агуаскальентес широким обходным движением, решив атаковать город с севера, а не с юга, где их ждали оборонительные позиции потрепанной Северной дивизии. Сражение состоялось 7 - 10 июля на пересеченной безводной местности, чего не предвидел ни один из двух главнокомандующих.
Несмотря на резкое падение боевого духа в своих рядах, Вилья недооценил возможности Обрегона и 7 июля атаковал подходящего противника у ущелья Кальвильито, юго-восточнее Агуаскальентеса. В результате своих обычных кавалерийских атак в двухдневных боях ему удалось почти окружить Обрегона, который, чтобы удержать позиции, развернул свои войска в своеобразное большое каре, линии которого имели размеры примерно 6 на 4 километра. 
К рассвету 9 июля вильисты почти сомкнули осаду лагеря Обрегона и стали обстреливать его, используя три батареи крупного калибра. Каррансистская артиллерия стала противодействовать, и поединок между ними продолжался весь день. Несмотря на то что атаки, которые вильисты производили на разных пунктах линии противника, были разновременными, у конституционалистов стали заканчиваться боеприпасы. Поэтому Обрегон решил на следующий день (10 июля) предпринять общее контрнаступление. 
10 июня в назначенное время началось наступление на левый фланг вильистов перед асьендой Эль-Магуэй. После того как была взята асьенда и пехота форсировала овраг, каррансисты начали атаковать фланги противника. Вилья решил парировать удар и приказал контратаковать Обрегона на противоположном фланге. Его кавалерия попыталась продвинуться вперед от Сан-Бартоло до Дураснильо, но, встретив сопротивление со стороны кавалерии генерала Кастро, отступила. Обрегон добился полного успеха и прорвался на обоих флангах. Наступление продолжалось на фронте около 25 километров. Фронт вильистов рухнул, и их войска бежали в сторону Агуаскальентеса, преследуемые каррансистами. Пытаясь остановить продвижение противника, вильисты взорвали одну из мин, установленную южнее города, вызвавшую переполох, но не причинившую вреда. После того как были взяты позиции вильистов на холме Лас-Либрес, армия конституционалистов триумфально вошла в Агуаскальентес в 12 часов дня.
В этом последнем сражении в долине Бахио вильисты потеряли около 1500 убитых и раненых, 2000 пленных и более 5000 разбежавшихся, при этом потери каррансистов составили всего 600 человек.
После Агуаскальентеса борьба Каррансы против Вильи на большой территории Мексики приобретает локальный характер, и хотя будет довольно много боёв, ни один из них не достигает масштабов настоящего сражения.